# Robert Shimer
Pour les articles homonymes, voir Shimer.
 (août 2022).
Robert Shimer, né le 21 août 1968, est un macroéconomiste américain spécialisé dans l'économie de l'emploi. Il est actuellement titulaire de la chaire Alvin H. Baum du département d'économie de l'Université de Chicago. Il est un éditeur du Journal of Political Economy.
Ses recherches se concentrent sur l'approche « recherche et appariement » (« search and matching ») en économie du travail. Il est particulièrement connu pour sa critique, parfois nommée « puzzle de Shimer », qui consiste à faire remarquer que la modélisation standard de la rencontre entre un chercheur d'emploi et un poste vacant sur le marché du travail prédit des fluctuations du taux de chômage qui sont très inférieures aux fluctuations effectivement observées dans les cycles des affaires.
Son livre Labor Markets and Business Cycles fut publié en 2010 par les Presses de l'Université de Princeton et recommandé par Robert Hall (en) : « Shimer's definitive account of the modern theory of labor market volatility presents many new results and deserves a prominent place on the bookshelf of every macroeconomist and labor economist. »

## Sources
1. ↑  (en) Robert Shimer, ass’t. prof.; curr. vitae: b. Aug. 21, 1968 sur http://authorities.loc.gov (Library of Congress Authorities).

- (en) Cet article est partiellement ou en totalité issu de l’article de Wikipédia en anglais intitulé « Robert Shimer » (voir la liste des auteurs).